# Havok (banda)
Havok é uma banda americana de thrash metal criada em 2004, com três álbuns e um EP. Atualmente sua gravadora é a Candlelight Records.

## História
Havok foi fundada em fevereiro de 2004 em Denver, Colorado, por David Sánchez (vocal e guitarra), influenciado por algumas de suas bandas favoritas, como Metallica, Slayer e Megadeth, e sendo acompanhado na bateria por seu colega de escola Haakon Sjogren. Os dois com a banda recém formada começam a buscar um guitarrista para acompanhar David, e rapidamente encontram Shawn Chávez, que aceitou o convite por parte da banda . Mais tarde, a banda se consolidou com a entrada de Marcus Corich no baixo, e em 2004 gravaram sua primeira demo, Thrash Can. Em 2006 lançaram de forma independente sua segunda demo titulado em Murder by Metal.[carece de fontes?] Em 2007, Tyler Cantrell substituiu Corich, enquanto Rich Tice assume as baquetas em lugar de Sjogren. Em 19 de setembro do mesmo ano, com esta nova formação, Havok lançou o EP Pwn 'Em All.
Em dezembro de 2007, Havok enviou uma cópia de seu EP a várias gravadoras. O EP chamou a atenção do selo de metal extremo Candlelight Records, e pouco depois a banda assinou contrato. Havok contratou como baterista Ryan Bloom, e em 2008, Jesse De Los Santos (como baixista). Em 2 de junho de 2009, a banda lança seu primeiro álbum de estúdio, Burn. Ryan Bloom deixa a banda antes do lançamento do álbum. Para substituí-lo, a banda contrata Pete Webber.
Depois de realizar a turnê de Burn, Havok voltou ao estúdio para gravar seu segundo trabalho. Em 29 de março de 2011 sai Time Is Up. O sucesso de Time Is Up fez com que a banda abrisse shows de bandas como Forbidden, Revocation e White Wizzard, assim como participação em shows do Sepultura, Death Angel, Anthrax, The English Dogs, The Casualties, Goatwhore, 3 Inches of Blood, Skeletonwitch e Exhumed. Em 2012 sai o novo EP titulado Point Of No Return.
Logo após o EP sair Jesse De Los Santos abandona a banda por motivos pessoais, e em seu lugar entra Mike Leon. Em 25 de maio de 2013 foi lançado o álbum Unnatural Selection. Em 2015, Mike Leon sai da banda, entrando em seu lugar o baixista da Job For A Cowboy, Nick Schendzielos.
Em março de 2017, lançam o seu quarto álbum. Conformicide apresenta um lado mais técnico da banda, tendo como destaque as linhas de contrabaixo e riffs e solos de guitarra ainda mais bem trabalhados. 

## Discografia
- Thrash Can (2004, demo)
- Murder by Metal (2006, single)
- Pwn 'Em All (2007, EP)
- Burn (2009)
- Time is Up (2011)
- Point of No Return (2012, EP)
- Unnatural Selection (2013)
- Conformicide (2017)
- V (2020)

## Membros
- David Sanchéz - vocal/guitarra (2004–presente)
- Reece Scruggs - guitarra (2010–presente)
- Pete Webber - bateria (2010–presente)
- Nick Schendzielos - baixo elétrico (2015–presente)
- Brandon Bruce - Baixo (2019 - presente)

## Sites relacionados
- Sitio web oficial